# Börvinges
Börvinges (ukránul: Барвінок [Barvinok]) falu  Ukrajnában, Kárpátalján, az Ungvári járásban. Közigazgatásilag Baranya községhez tartozik.

## Fekvése
Ungvártól 6 km-re délkeletre terül el.

## Története
Börvinges és környéke már az őskorban is lakott hely volt. Környékén pattintott kőeszközök kerültek napvilágra.
Maga a település a 19. században települt tanya. Első írásos említése 1863-ból származik Bervingos néven. Területe a trianoni békéig Ung vármegye Ungvári járásához tartozott. Ekkor Csehszlovákiához csatolták. 1938–44 között visszakerült Magyarországhoz.
1945-ben Szovjetunióhoz csatolták a települést. 1991 óta Ukrajnához tartozik. Baranya külterületi lakott helye volt, 2020-ig közigazgatásilag is hozzá tartozott.
Börvingesen áll a ruszin nép atyjának, Egán Edének az emlékkeresztje.

## Népesség
| 2001 | 413 |

A népesség anyanyelv szerinti megoszlása a teljes népesség %-ában (2001)